# Placidus a Spescha
Placidus a Spescha né Julius Baptist à Trun le 8 décembre 1752  et mort à Disentis le 14 août 1833, est un moine bénédictin suisse pionnier de l'alpinisme en Suisse orientale.

## Biographie
Entré à religion à vingt-deux ans au couvent de Disentis, il est envoyé en 1781 à l'hospice de Lukmanier pour ses études, puis retourne au couvent de Disentis en 1787. Pendant cette période de six années, sa vocation alpine naissante se trouve renforcée à la lecture d'auteurs naturalistes tels que Horace-Bénédict de Saussure, Albrecht von Haller, Guillaume Antoine Deluc (1729-1819). 
Il réalise des ascensions telles que celles du Piz Urlaun (3 359 m) dans les Alpes glaronaises, le Stockgron (3 418 m), l'Oberalpstock. Il tente à six reprises, et ce jusqu'à l'âge de soixante-douze ans, l'ascension du Tödi mais ne finalise jamais l'ascension.
Innovant en matière d'alpinisme, Placidus a Spescha est à l'origine de l'utilisation de chaussures à clous et envisage dès 1800 de créer un club alpin.